# Via (électronique)
Pour les articles homonymes, voir VIA.

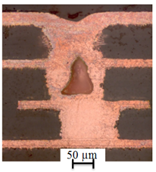
Séquence de 3 microvias remplis de cuivre et empilés, établissant une liaison électrique entre les 4 couches d'un circuit imprimé

En électronique, dans un circuit imprimé, un via est un trou métallisé qui permet d'établir une liaison électrique entre deux couches.
Le diamètre d'un via dépasse rarement 1 mm, réalisé avec une perceuse et un foret adapté.
En deçà de 150 µm de diamètre, il est appelé micro via. Il ne traverse pas la totalité du circuit imprimé, mais seulement une partie. Il peut être réalisé soit par perçage mécanique soit par perçage laser.

## Généralités
En électronique, dans un circuit imprimé, un via est un trou métallisé qui permet d'établir une liaison électrique entre deux ou plusieurs couches. Le trou créé par perçage mécanique ou laser est rendu conducteur par galvanoplastie (dépôt métallique) ou par l'insertion d'un tube ou d'un rivet. Les cartes à haute densité peuvent comporter des microvias (perçage laser), des vias borgnes qui ne sont exposés qu'à une seule face extérieure ainsi que des vias enterrés qui relient des couches internes sans accessibilité à l'extérieur. Les vias thermiques sont utilisés pour dissiper la chaleur et sont souvent utilisés en groupe.
Un via est constitué par :
- une ou plusieurs pastilles métallisées et percées assurant une connexion électrique sur le plan horizontal,
- un trou métallisé assurant la connexion électrique sur le plan vertical,
- une pastille sans métallisation (antipad) pour isoler le via sur les couches où il ne doit pas y avoir de connexion électrique.

On peut définir deux grands types de vias en fonction de leur technique de perçage : mécanique ou laser. Néanmoins des techniques récentes permettent la fabrication de via sans perçage.

### Via mécanique

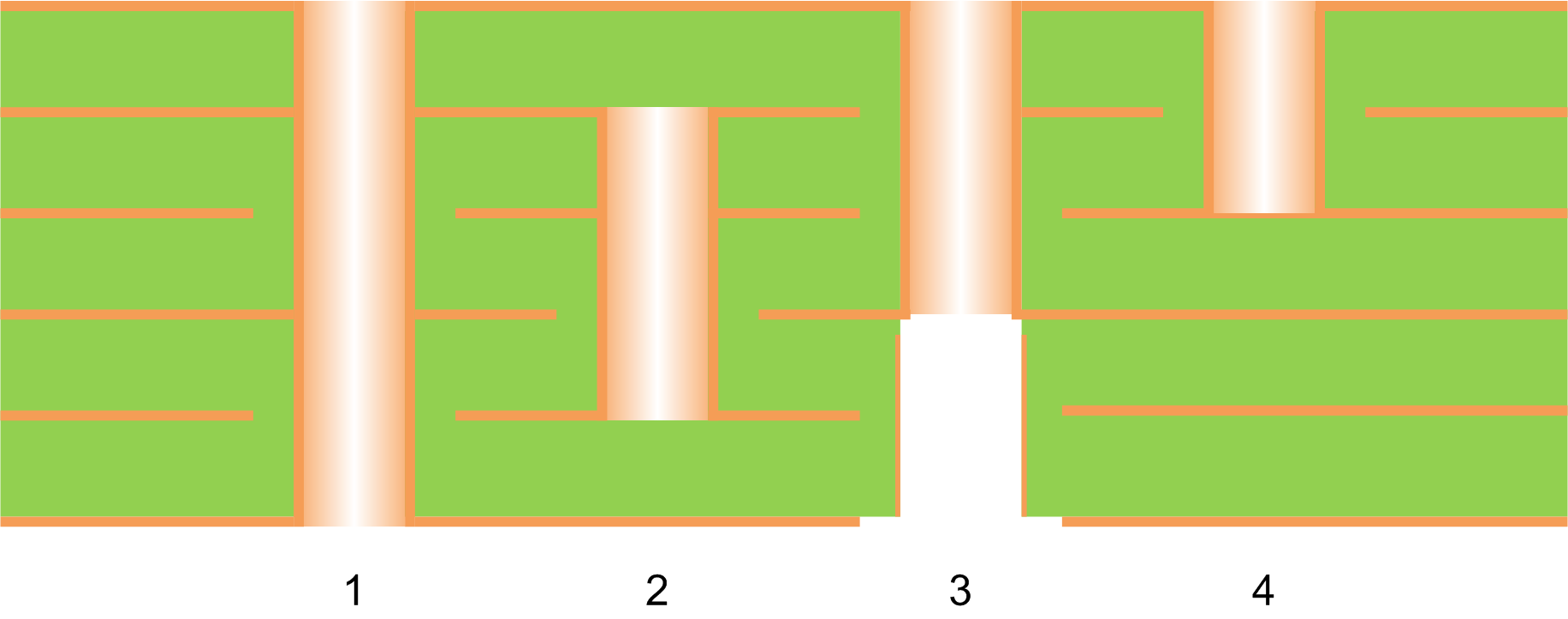
Différents types de via traversants

Il y a quatre types de vias mécaniques :
1. Vias traversants (Plated Through Hole, PTH en anglais)
2. Vias enterrés (Buried via ou Inner Via Hole)
3. Vias percés (Backdrilled via)
4. Vias avec perçage contrôlé en profondeur (Controlled Depth Drilling), équivalents à des microvia

Les vias les plus utilisés sont les vias traversants, en effet les autres vias mécaniques répondent à des besoins spécifiques et sont donc principalement utilisés sur des cartes haute densité et les cartes avec des signaux de fréquence élevée.

### Via laser

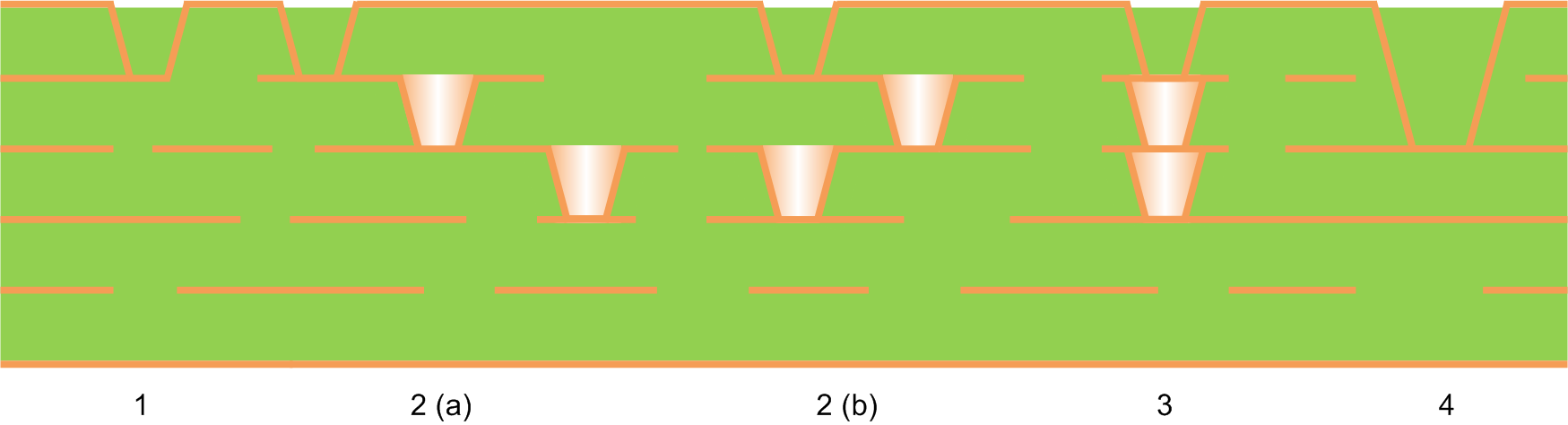
Différents types de via laser

Apparus dans les années 1990, il existe 4 types de vias lasers, les termes « enterré » et « microvia » ou « borgne » sont communs avec les vias mécaniques :
1. microvia, abrégé en µvia, appelés aussi via borgne (blind via)
2. via étagé (staggered microvia), peuvent être réalisés en escalier (a) ou en spirale par exemple (b)
3. via empilé (stacked microvia)
4. via step/skip

Les vias lasers sont considérés enterrés (buried) s'ils ne sont pas à la surface du circuit imprimé.

### Microvia
La norme IPC-2226 définit un microvia comme un via enterré ou borgne dont le diamètre est inférieur ou égal à 150 µm, la pastille métallisée ayant quant à elle un diamètre inférieur ou égal à 350 µm. La technique de fabrication n'importe pas dans la définition d'un microvias, néanmoins le perçage laser est la technique la plus répandue pour la fabrication des microvias.

### Géométries multiples
Il est possible de mélanger les différentes techniques mais cela rend la fabrication complexe et diminue la fiabilité

## Microélectronique
En microélectronique, les vias peuvent être utilisés pour remplacer le wire bonding en connectant directement le die aux connexions du boitier. Ils sont appelés through-silicon via (TSV), littéralement "via à travers le silicium".

## Fabrication

### Via mécanique

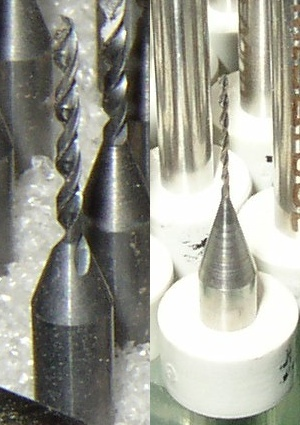
Deux forets de perçage pour circuit imprimé.

Le perçage mécanique d'un via se fait à l'aide d'une perceuse et d'un foret du diamètre nécessaire. 
Un ratio maximum entre le diamètre du trou et l'épaisseur du circuit imprimé (appelé aspect ratio) percé doit être respecté et dépend des capacités du fabricant. Il est néanmoins admis qu'un ratio de 6:1 ou 7:1 (par exemple un via de 200 µm dans un circuit imprimé d'épaisseur 1,4 mm donne un ratio de 7:1) pourra être réalisé par la plupart des fabricants. La limite actuelle est un ratio de 10:1. Néanmoins la technique du flip drill permet de passer outre ces limites en perçant la moitié du via sur une face puis la carte est retournée et le via est percé sur l'autre moitié. Cela implique un coût plus important dû à la complexité de la technique : il faut retourner la carte et garder le même positionnement pour faire un trou droit.
Pour les vias de faible diamètre (en général inférieur à 300 µm) des techniques particulières sont mises en œuvre du fait de la fragilité du foret. Cela se fait principalement par des vitesses de rotation très élevées, jusqu'à 350 000 rotations par minute. Les fabricants peuvent descendre à 100 µm de diamètre, voire jusqu'à 50 µm pour les machines les plus avancées,.

#### Vias enterrés

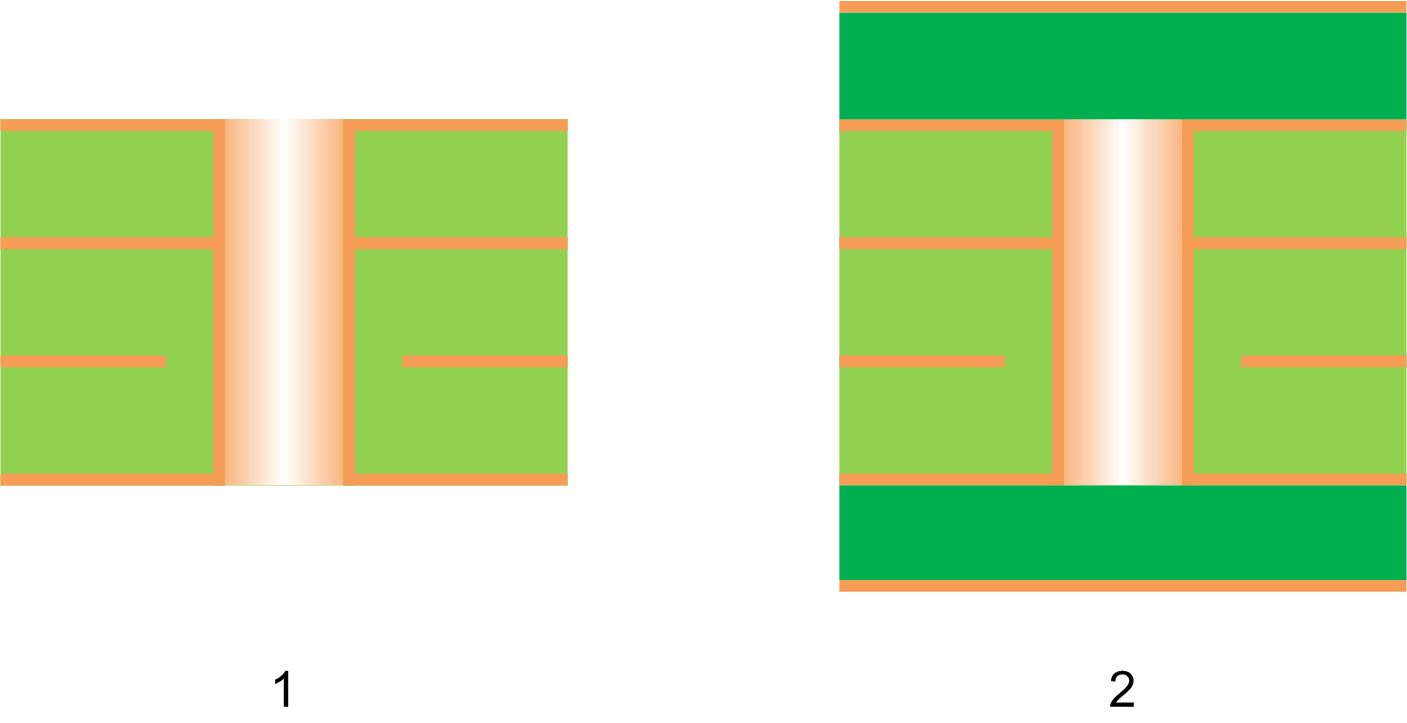
Via enterré dans un circuit imprimé 6 couches.
1. Perçage d'un via dans 4 couches
2. Ajout des deux couches extérieures formant le circuit imprimé

La fabrication d'un circuit imprimé comportant des vias enterrés se fait en au moins deux étapes. En effet on va dans un premier temps assembler les différentes couches que le via enterré va relier, puis on perce le via, on applique le dépôt métallique et ensuite on vient rajouter les couches supplémentaires qui formeront le circuit imprimé complet.
Plus il y a de via enterrés sur différents niveaux et plus il y aura d'étapes de perçage, cela augmente la durée de fabrication du circuit imprimé à raison d'environ une journée par niveau de via enterrés.

#### Vias percés
Les vias percés sont d'abord des vias traversants qui relient l'une des faces du circuit imprimé à une couche interne. Comme tout le via n'est pas utile, il y a formation d'un stub, il n'y a qu'une seule extrémité connectée. Pour les signaux RF ou à haute fréquence cela engendre des problèmes d'intégrité du signal et ou de compatibilité électromagnétique puisque le stub agit comme une antenne.
Pour éviter cela, on vient percer l'extrémité du via qui n'est pas utile avec un foret de diamètre légèrement supérieur à celui du via métallisé. Le dépôt de cuivre est alors extrait lors du perçage.

### Autres techniques de fabrication
Deux autres techniques de fabrication existent pour les microvias : la gravure au plasma (plasma etching) et les photovias.

### Conductive Anodic Filament (CAF)
Le CAF est une réaction électrochimique qui provoque l'apparition d'un filament métallique entre deux conducteurs anode et cathode. Ce défaut n'est pas spécifique aux vias mais concerne n'importe quels éléments conducteurs. Les facteurs agissant sur la création de ces filaments sont principalement une température élevée et une humidité élevée. Ce problème est surtout pris en considération dans des domaines industriels comme l'automobile ou l'aéronautique.   